# Emmanuel Lunardi
Pour les articles homonymes, voir Lunardi.
Pas d'image ? Cliquez ici

a Compétitions nationales et continentales officielles uniquement.

Dernière mise à jour le 14 mai 2010.
Emmanuel Lunardi, né le 26 juin 1974 à Montélimar, est un ancien joueur de rugby à XV français évoluant au poste de deuxième ligne.

## Clubs successifs
- 1979-1986 : Rugby Club Teillois
- 1986-1993 : Union Montilienne Sportive
- 1993-1996 : Rugby club Nîmes Gard
- 1996-1997 : AS Bédarrides
- 1997-2000 : Racing club de France
- 2000-2001 : FC Auch Gers en Top 14
- 2001-2002 : CA Bègles-Bordeaux
- 2002-2005 : Tarbes Pyrénées rugby
- 2005-2007 : Stade montois
- 2007-2008 : Miélan-Mirande

## Palmarès
- Finaliste du championnat de france Reichel 1994 (RC Nîmes)
- Finaliste de la coupe de la Ligue 2001 (FC Auch Gers)
- Finaliste du championnat de France de Pro D2 2003 (Tarbes Pyrénées Rugby)
- International junior
- International à 7
- Barbarians français
- International A